# Marguerite Thomas-Clement
Marguerite Thomas-Clement fue una política y activista por los derechos de la mujer luxemburguesa. Es conocida por ser la primera miembro del parlamento de Luxemburgo.

## Biografía
Thomas-Clement nació el 17 de mayo de 1886 en Luxemburgo. 
En 1917 se casó con el también socialista Xavier Thomas.

## Carrera
Fue miembro del partido socialista de Luxemburgo desde 1919 hasta 1924. Posteriormente se unió al partido radical socialista.
El 8 de mayo de 1919 el sufragio universal fue introducido en Luxemburgo, permitiendo a las mujeres el derecho a ejercer el voto.
En 1919 se celebraron las primeras elecciones incluyendo el sufragio femenino. Thomas-Clement fue la primera miembro electa del parlamento de Luxemburgo, al cual perteneció hasta 1931. Permaneció siendo la única parlamentaria hasta la elección de Astrid Lulling en 1965. Durante su gestión defendió los derechos de las trabajadoras y prostitutas.